# Sezione 28
La sezione 28 o clausola 28 o articolo 28 del Local Government Act del 1988 portò l'aggiunta della Sezione 2A al Local Government Act del 1986 che interessò Inghilterra, Galles e Scozia.
L'emendamento entrò in vigore il 24 maggio 1988 obbligando le autorità locali a: "non promuovere intenzionalmente l'omosessualità o pubblicare materiale con l'intenzione di promuovere l'omosessualità" o "promuovere l'insegnamento in qualsiasi scuola finanziata dallo stato dell'accettabilità dell'omosessualità come pretesa relazione familiare".
La sezione venne abrogata il 21 giugno 2000 in Scozia dall'Ethical Standards in Public Life etc. (Scotland) Act 2000 (uno dei primi atti legislativi emanati dal nuovo parlamento scozzese) e il 18 novembre 2003 nel resto del Regno Unito dalla sezione 122 del Local Government Act 2003.
L'esistenza della legge causò la chiusura di molti gruppi di sostegno LGBT e la limitazione delle attività didattiche attraverso la censura o l'autocensura.

## Storia

### Contesto storico
La sezione 28 ebbe origine nel periodo successivo alla transizione nella società britannica in cui l'omosessualità era diventata da illegale a legale ma restava ancora molto discriminata (in seguito al dibattito degli anni '50 e alla decriminalizzazione dell'omosessualità avvenuta nel 1967 per coloro di età superiore ai 21 anni).
Gli anni '80 furono l'epoca in cui l'HIV / AIDS fu rivelato al grande pubblico per la prima volta.
Le prime vittime registrate della malattia erano un gruppo di omosessuali e la malattia divenne associata nei media, e dapprima negli ambienti medici, in particolare agli uomini gay e bisessuali.
L'associazione dell'HIV / AIDS con uomini gay e bisessuali peggiorò la loro stigmatizzazione; questa associazione fu correlata con più alti livelli di pregiudizio sessuale (in riferimento agli atti omofobi / bifobi).
L'aumento dei sentimenti negativi nei confronti dell'omosessualità nel Regno Unito raggiunse il picco nel 1987, l'anno prima che la legislazione fosse emanata.
Secondo il British Social Attitudes Survey, il 75% della popolazione affermava che l'omosessualità fosse "sempre o per lo più sbagliata", con solo l'11% che credeva che essa non fosse mai sbagliata.
Cinque anni prima dell'emanazione un sondaggio BSAS simile aveva rilevato che il 61% dei conservatori e il 67% degli elettori laburisti ritenevano che l'omosessualità fosse "sempre o per lo più sbagliata".
Il precursore di questa norma fu la pubblicazione nel 1979 del LEA Arrangements for the School Curriculum, che richiedeva alle autorità locali di pubblicare le loro politiche curricolari.
In seguito alla legalizzazione dell'omosessualità in Scozia avvenuta nel 1981 (aggiunta come modifica alla legge sulla giustizia penale del 1980 da parte del deputato laburista Robin Cook) fu pubblicata una guida che indicava come le scuole non dovessero parlare di omosessualità durante le lezioni di educazione sessuale.
Questo era parte di un accordo per garantire il sostegno del governo alla legalizzazione dell'omosessualità in Scozia.
Questo fu seguito, due anni dopo, dal School Curriculum (25 marzo 1981), in cui i segretari di stato (per l'istruzione e il Galles) dissero che avevano deciso di "illustrare in dettaglio l'approccio scolastico che avrebbe dovuto essere seguito negli anni a venire". Ci si aspettava che ogni autorità educativa locale inquadrasse le politiche per il curriculum scolastico coerenti con l'approccio raccomandato dal governo (DES 1981a: 5) che richiedeva l'insegnamento di soli rapporti eterosessuali nelle scuole.
Il Greater London Council (GLC) aveva iniziato direttamente a finanziare i gruppi LGBT e tra il 1981 e il 1984 furono concessi sussidi per un totale di almeno £ 292.548 da parte del GLC a una varietà di piccoli gruppi gay.
Altre £ 751.000 furono impiegate per la creazione del London Community Center Lesbian and Gay a Islington. Circa una decina delle 32 autorità locali a Londra, in particolare Islington e Haringey, stavano finanziando gruppi di supporto gay in quel momento; un rapporto stimava che questi distretti e il GLC insieme donarono più di 600.000 sterline a progetti e gruppi gay nel 1984.
Nel 1983 il Daily Mail riportò che una copia di un libro intitolato Jenny vive con Eric e Martin raffigurante una ragazza che vive con suo padre e il suo partner maschile fu fornita in una biblioteca scolastica gestita dall'Inter-London Education (controllata dai Labour).
Un numero sempre maggiore di consigli iniziò ad adottare politiche anti-discriminazione di ampia portata (in particolare Ealing, Haringey, Islington, Camden e Manchester che impiegarono vari mezzi per contrastare l'omofobia).
L'attenzione mediatica sulla questione e le alleanze tra i gruppi LGBT e i sindacati (inclusa l'Unione nazionale dei minatori (NUM)) - formata da gruppi attivisti come Lesbiche e Gays Sostengono Minatori e Lesbiche contro le Chiusure delle miniere - portarono all'adozione, da parte del Labour, a una conferenza annuale del partito a partire dal 1985 per trovare una risoluzione al fine criminalizzare la discriminazione nei confronti di lesbiche, gay e bisessuali.
Questa legislazione fu supportata dal voto da parte del NUM. Inoltre, l'elezione al Consiglio comunale di Manchester di Margaret Roff nel novembre 1985 come prima sindaca apertamente lesbica del Regno Unito e la pubblicazione di Changing The World da parte del GLC nel 1985 hanno alimentato un'accresciuta consapevolezza pubblica dei diritti LGBT.
Ma non fu fino al 1986, quando nacquero le grandi polemiche e le manifestazioni di protesta, che si ventilò l'idea di instaurare una simile sezione 28.
Durante la campagna elettorale del 1987 il Partito Conservatore (sotto la guida di Margaret Thatcher) pubblicò manifesti aggressivi che sostenevano che il partito laburista voleva che il libro Young, Gay e Proud venisse letto nelle scuole così come alla polizia Out of School, The Playbook for Kids about Sex e The Milkman's on Way e che, secondo il parlamentare Jill Knight - che ha introdotto la sezione 28 e più tardi ha fatto campagna contro il matrimonio omosessuale - essi venissero insegnati ai "bambini piccoli di cinque e sei anni" dichiarando che tali libri contenessero "immagini dai colori vivaci di piccoli uomini di legno che mostravano tutto sull'omosessualità e il sesso descrivendo esplicitamente il rapporto omosessuale glorificandolo, incoraggiando i giovani a credere che fosse meglio di qualsiasi altro stile di vita sessuale".
Un ultimo fattore fu il tono assunto contro i gruppi di attivisti LGBTQ come il Gay Liberation Front, citato da Jill Knight, che nel 1999 parlò dello scopo della Sezione 28:

### Legislazione
Come conseguenza del DPP che decideva che il Crown Prosecution Service non poteva perseguire gli editori del Playbook for Kids about Sex e le prime spese di governi locali per gruppi di supporto per le persone LGBT portarono i membri conservatori del Parlamento a preoccuparsi della situazione.
Nel 1986 Lord Halsbury presentò per la prima volta il Local Government Act 1986 (Amendment) Bill; era un atto per far desistere le autorità locali dal "promuovere l'omosessualità".
Nella Camera dei Lord fu redatto per lui da Lord Campbell di Alloway. All'epoca, il governo conservatore in carica considerava il disegno di legge di Halsbury troppo fuorviante e rischioso. Il disegno di legge però superò con successo la Camera dei Lord. Tuttavia fu ostacolato dalle elezioni generali del 1987 che fecero fallire il disegno di legge. Le sue disposizioni non furono reintrodotte dal nuovo governo.
Invece il 2 dicembre 1987 in commissione il deputato conservatore David Wilshire propose un emendamento alla nuova legge sul governatorato locale. Non ancora approvata venne dibattuta come clausola 27 e successivamente come clausola 28, intesa come una soluzione equivalente a quella proposta precedentemente.
Il governo accettò di sostenere la presentazione dell'emendamento in cambio del fatto che Knight rinunciasse al suo posto nel comitato permanente sulla salute e sui medicinali; l'emendamento ricevette il sostegno dei ministri degli enti locali, Michael Howard e Michael Portillo.
Alla presentazione un emendamento di compromesso fu introdotto da Simon Hughes l'8 dicembre 1987, fu discusso in Aula il 15 dicembre 1987 ma che fu escluso da una maggioranza di 87. Il disegno di legge venne approvato nel suo primo dibattito nella Camera dei Comuni il giorno stesso. La proposta fu poi letta una prima volta nella Camera dei Lord due giorni dopo.

Lord McIntosh di Haringey prese il posto di Simon Hughes nella seconda lettura alla Camera dei Lords:

Ciononostante l'articolo passò in seconda lettura alla Camera dei Lord. L'8 marzo, il deputato Michael Colvin chiese se il ministro Christopher Chope "discuterà con l'Associazione delle autorità di Londra il livello di spesa delle autorità locali per il sostegno a gruppi gay e lesbiche" a cui rispose:
Il giorno seguente, Tony Benn disse durante un dibattito alla Camera dei Comuni:
Wilshire aggiunse che "c'è una tremenda promozione dell'omosessualità in corso" mentre gli emendamenti di moderazione del dibattito finale di quel giorno furno sconfitti per 53 voti.
La sezione 28 divenne legge il 24 maggio 1988. La sera prima parecchie proteste furono messe in scena da donne lesbiche, tra cui un'entrata non autorizzata nel parlamento e un'occupazione di Six O'Clock News della BBC1 durante il quale una donna riuscì a incatenarsi alla scrivania di Sue Lawley.

### Controversie sull'applicabilità
Dopo che la sezione 28 fu approvata si discusse se effettivamente sarebbe stata applicata nelle scuole o se si applicasse solo alle autorità locali. Mentre i dirigenti scolastici e i consigli di amministrazione sono stati espressamente esentati, le scuole e gli insegnanti si videro confusi su ciò che era effettivamente permesso e per questo fecero errori di prudenza.
Una dichiarazione della National Union of Teachers (NUT) osservò che "mentre la sezione 28 si applica alle autorità locali e non alle scuole molti insegnanti credono, anche se erroneamente, che essa imponga vincoli in relazione al consiglio e alla consulenza per gli alunni.
Il tutto influenza la prospettiva percepita del procedimento giudiziario" e "limita la capacità delle autorità locali di sostenere le scuole nel rispetto dell'apprendimento e dell'educazione all'uguaglianza.
L'effetto della sezione 28, quindi, è di inibire le iniziative anti-discriminazione rendendo difficile per le scuole prevenire o affrontare i gravi problemi derivanti dal bullismo omofobico ".
Allo stesso modo il Dipartimento per l'educazione e la scienza affermò che "la sezione 28 non influenza le attività dei governatori scolastici, né degli insegnanti ... Non impedirà la discussione obiettiva dell'omosessualità in classe, né la consulenza degli alunni preoccupati per la loro sessualità ".
Alcune autorità locali hanno continuato a fornire formazione al loro personale nel loro sistema d'istruzione su come fornire i propri servizi senza discriminazioni nei confronti degli omosessuali; Il consiglio comunale di Manchester continuò a sostenere le attività direttamente coinvolte nell'elaborazione e attuazione delle politiche, contribuendo alla relazione del 1992 della sezione 28 del Local Government Act 1988: una guida per i lavoratori nel servizio educativo, prodotta dal Comune di Manchester nel maggio 1992, che dimostrò che la sezione 28 non è un impedimento a questo tipo di lavoro.
Prima della sua abrogazione la sezione 28 fu già ampiamente ridotta: l'educazione sessuale in Inghilterra e Galles fu regolata esclusivamente dal Segretario di Stato per l'istruzione dopo il Learning and Skills Act 2000 e con l'Education Act 1996. Tuttavia molti attivisti videro nell'abolizione della sezione 28 "una misura simbolica contro l'intolleranza".

### Risposta politica
L'introduzione della Sezione 28 galvanizzò il disparato movimento britannico per i diritti degli omosessuali. La protesta che ne seguì contribuì all'ascesa di gruppi poi famosi come Stonewall iniziato da, tra gli altri, Ian McKellen e Michael Cashman e OutRage! Schools Out nacque nel 1974 (come The Gay Teachers Association) e fece una forte campagna contro l'articolo oltre a sostenere gli insegnanti su come contrastare l'omofobia nelle scuole.
Molti altri gruppi non direttamente associati ai diritti LGBT volevano anche rimuovere la legislazione, come Gingerbread (un'organizzazione benefica per madri single), la Family Planning Association e il Terrence Higgins Trust. Anche molti movimenti sindacali e sindacati si sono opposti.
Negli anni successivi all'approvazione la questione cominciò a dividere il partito conservatore accentuando le divisioni tra modernisti e tradizionalisti. Nel 1999 il leader conservatore William Hague licenziò in modo controverso il frontman Shaun Woodward per essersi rifiutato di sostenere la linea del partito per la conservazione della sezione 28, spingendo i conservatori per i diritti gay, come Steve Norris, a pronunciarsi contro la decisione.
Il 2000 ha visto il consulente conservatore omosessuale Ivan Massow a favere del Partito Laburista in risposta al continuo sostegno del Partito Conservatore alla Sezione 28. La Secondary Heads Association e NASUWT hanno obiettato di abrogare la legislazione, affermando che "sarebbe inappropriato mettere a carico genitori e governatori della politica di educazione sessuale di ogni scuola".
Nel 2009 David Cameron, all'epoca leader del partito conservatore, si scusò per il sostegno del suo partito alla legge. Nel 2013, dopo essere diventato primo ministro, il suo governo ha approvato la legge sul matrimonio omosessuale in Inghilterra e Galles.
Nel 2013 la morte dell'ex primo ministro britannico Margaret Thatcher ha suscitato commenti critici da parte di molte organizzazioni LGBT e individui come Peter Tatchell sulla sua eredità anti-gay, inclusa la Sezione 28.

### Abrogazione
Il 7 febbraio 2000 avvenne il primo tentativo di abrogazione della sezione 28 introdotta dal governo laburista come parte del Local Government Act 2000, ma fu sconfitto da una campagna alla Camera dei Lord guidata dalla baronessa Young. L'allora Segretario dell'Istruzione Ombra e successivo primo ministro Theresa May definì la sconfitta "una vittoria per il buon senso".
Nel parlamento scozzese, il processo di abrogazione ebbe successo. La rete di uguaglianza condusse una campagna a favore dell'abrogazione della sezione 28 mentre vari gruppi parteciparono alla campagna contro l'abrogazione.
L'imprenditore milionario scozzese Brian Souter finanziò privatamente un sondaggio postale come parte della sua campagna Keep the Clause che dimostrò un forte supporto (dell'86%) per il mantenimento della clausola, da una risposta di poco meno di un terzo dei 3,9 milioni ettori scozzesi. Nonostante ciò la Sezione 28 fu abrogata come parte degli standard etici nella legge sulla vita pubblica del 21 giugno 2000, con un voto a maggioranza di 99 a 17, con solo due astensioni.
Nonostante le precedenti revisioni della Camera dei Comuni da parte della Camera dei Lord i deputati del backbench introdussero un nuovo emendamento per abrogare la Sezione 28 in Inghilterra e Galles come parte di un'altra legge del governatorato locale all'inizio del 2003.
In risposta a un ulteriore emendamento presentato dai parlamentari conservatori, che avrebbe inviato la questione ai referendum locali in tutto il paese, Edward Davey dichiarò: "In una democrazia liberale, la necessità di proteggere le minoranze a volte significa che la protezione non può essere raggiunta attraverso le urne e che alcune cose non sono appropriate a un voto popolare".
Dopo un ultimo colpo di coda della leadership del partito conservatore nei confronti dei diritti degli omosessuali, il partito concesse ai suoi parlamentari e ai suoi pari un voto libero sull'abrogazione. L'emendamento fu sostenuto dal governo e fu approvato dalla camera dei Comuni a marzo, con 368 voti a 76.
Con l'opposizione organizzata nella camera dei Lord, indebolita dalla morte della baronessa Young, i pari infine votarono a favore dell'abrogazione con 180 voti contro 130.
Il 18 settembre 2003 la legge sul governatorato locale ricevette l'assenso reale e la sezione 28 fu ritirata dai libri di statuto.  Tuttavia, il Consiglio della contea del Kent decise di creare la propria versione della sezione 28 per mantenere l'effetto della legge ormai abrogata nelle loro scuole.
Questo fu eliminato il 16 dicembre 2004 con nuove disposizioni che affermavano che il matrimonio eterosessuale e le relazioni familiari sono le uniche basi solide per la società: "Faremo in modo che l'educazione sessuale valuti famiglia e matrimonio come fondamento di una società civile e come una solida base per la cura dei bambini ". Questo comma fu infine abrogato nel 2010 dal Harriet Harman's Equality Act.

## Supporto
La sezione 28 fu sostenuta da gruppi religiosi come l'Esercito della salvezza, il Christian Institute, il Christian Action Research and Education, il Consiglio musulmano della Gran Bretagna e da gruppi interni della Chiesa cattolica e della Chiesa d'Inghilterra.
Il Partito conservatore, nonostante il dissenso tra le sue file sulla questione, spronò i suoi membri a sostenere la Sezione 28 nel 2000, ma nel 2003, dopo un ulteriore dissenso all'interno del partito, permise un voto libero. Il parlamentare dell'ala destra Peter Bruinvels dichiarò: "Non sono d'accordo con l'omosessualità, penso che la clausola 28 contribuirà a metterla fuori legge e il resto sarà fatto dall'AIDS, con un numero considerevole di omosessuali che muoiono di AIDS".
Nella Camera dei Lord, la campagna contro l'abrogazione dell'articolo 28 fu guidata dalla baronessa Janet Young.
I giornali che sostennero con forza la Sezione 28 includevano il Daily Mail, il Sun e il Daily Telegraph.
In Scozia i sostenitori più visibili della sezione 28 erano l'imprenditore Brian Souter e il giornale Daily Record.
L'argomento principale a sostegno della sezione 28 era quello di proteggere i bambini da "omosessuali predatori" sostenendo che essi cercavano di "indottrinare" i giovani vulnerabili all'omosessualità. Vari altri argomenti sono stati utilizzati per sostegno la sezione 28 che sono riassumibili in:
- La promozione dell'omosessualità nelle scuole mina il matrimonio.
- La sezione 28 proibisce solo la promozione, non la discussione legittima sull'omosessualità.
- La sezione 28 non ha impedito la consulenza di alunni vittime di bullismo.

I fautori della legge hanno anche redatto vari sondaggi nel tentativo di dimostrare che l'opinione pubblica preferiva mantenere la sezione 28.

## Opposizione
I sostenitori dei diritti dei gay, come Stonewall, OutRage !, Capital Gay, The Pink Paper e Gay Times formarono la principale opposizione alla Sezione 28 e guidarono la campagna per la sua abrogazione. Personalità di spicco che hanno parlato per l'abrogazione dell'articolo 28 includono Sir Ian McKellen, Michael Cashman, Ivan Massow, Mo Mowlam, Simon Callow, Annette Crosbie, Michael Grade, Jane Horrocks, Michael Mansfield QC, Helen Mirren, Claire Rayner, Ned Sherrin e Alan Moore.
La legislazione è stata anche contrastata da alcuni gruppi religiosi e leader come Richard Harries, vescovo di Oxford.
I giornali che si sono opposti alla legge includono: The Guardian, The Independent e The Daily Mirror.
I partiti politici che erano contrari alla sezione 28 comprendevano il partito laburista, i liberaldemocratici e il partito dei verdi.
Nella Camera dei Lord la campagna di abrogazione è stata guidata dall'omosessuale Waheed Alli. Forse l'atto di opposizione più famoso alla sezione 28 arrivò quando Shaun Woodward, un deputato conservatore con una sorella transgender, che se ne andò dal partito conservatore e dal suo seggio e si unì al partito laburista in opposizione a causa del continuato sostegno dei conservatori alla sezione 28.
Il principale argomento degli oppositori della sezione 28 era la censura degli omosessuali e dei bisessuali. Vari altri argomenti sono stati utilizzati anche contro la sezione 28 che sono riassumibili in:
- La legge escude i gruppi di sostegno omosessuali impedendo agli insegnanti di proteggere le vittime del bullismo omofobico mettendo in pericolo i bambini vulnerabili.
- La sezione 28 faceva presupporre che gli omosessuali fossero intrinsecamente pericolosi per i bambini, implicando un'associazione tra omosessualità, bisessualità e pedofilia, come l'argomento dei "predatori omosessuali" proposto dai sostenitori della legge.
- La sezione 28 non solo impediva la discussione "dell'omosessualità" ma forniva un motivo legale per opporvisi nelle scuole e in altre sedi.
- L'idea che l'omosessualità potesse essere "promossa" implicava che l'omosessualità era una scelta e che le persone potevano essere persuase a essere omosessuali.

## In retrospettiva
Alcuni eminenti parlamentari che sostennero il disegno di legge hanno espresso rammarico, dopo la sua abrogazione, per il loro precedente sostegno. Hanno cambiato la loro posizione nel tempo sostenendo che la legislazione non fosse più necessaria.
In un'intervista rilasciata alla rivista gay Attitude durante le elezioni del 2005, Michael Howard, all'epoca leader del partito conservatore, commentò: 
Nel febbraio 2006 il presidente del partito conservatore Francis Maude ha dichiarato a Pinknews.co.uk che la disposizione, per la quale aveva votato, "era sbagliata e fu un errore".
Nel 2000 David Cameron (allora membro del partito conservatore ma non deputato) aveva ripetutamente attaccato i piani del governo laburista di abolire la sezione 28, criticando pubblicamente l'allora primo ministro Tony Blair come "anti-famiglia" e accusandolo di volere la "promozione" dell'omosessualità nelle scuole ".
Nel 2001 Cameron fu eletto deputato conservatore per Witney e continuò a sostenere la sezione 28, votando contro la sua abrogazione nel 2003.
Il governo laburista fu determinato a rimuovere la sezione 28 dalla legge e Cameron votò a favore di un emendamento conservatore che avrebbe mantenuto alcuni aspetti della clausola (gli attivisti per i diritti gay descrissero l'emendamento come "sezione 28 della porta sul retro").
L'emendamento conservatore non ebbe successo e la sezione 28 fu abrogata dal governo laburista senza concessioni, con Cameron assente durante il voto della sua abrogazione.
Tuttavia nel giugno 2009 Cameron, allora leader del partito conservatore, si scusò formalmente per l'introduzione della legge da parte del suo partito, affermando che si trattava di un errore ed era stato offensivo per gli omosessuali. Ha riaffermato questa convinzione nel gennaio 2010, proponendo di modificare la politica del Partito Conservatore per riflettere la sua convinzione che l'uguaglianza dovrebbe essere "radicata" nelle scuole britanniche.
Nel 2012, quando il partito conservatore avviò la sua consultazione per legalizzare i matrimoni omosessuali il deputato di Harrow East, Bob Blackman, suggerì a David Cameron che avrebbe dovuto riportare in vita la sezione 28, affermando che credeva fortemente che "la sezione 28 avesse le regole giuste per avere nelle scuole una legislazione che non doveva promuovere in alcun modo o forma le relazioni tra persone dello stesso sesso" e disse anche che si riteneva "molto contrariato" nel vedere gli insegnanti costretti a dire che le relazioni omosessuali sono equivalenti alle relazioni eterosessuali.
Nel 2015 Pink News ha accusò il rapporto dell'Alleanza Evangelica alla richiesta transgender del comitato ristretto per le donne e le pari opportunità, secondo il quale "i bambini dovrebbero essere protetti dal dover passare da [domande riguardanti sesso o genere] prima che raggiungano un'età appropriata" di voler seguire le orme della sezione 28.

## Accademie
La sezione 28 ricevette rinnovata attenzione alla fine del 2011 quando Michael Gove aggiunse nella clausola 28 del modello di accordo di finanziamento per accademie e scuole libere che "i benefici del matrimonio siano insegnati nelle scuole". Anche se la clausola non menzionava esplicitamente l'orientamento sessuale, visto che il matrimonio tra persone dello stesso sesso non era legale al momento in Inghilterra, spinse Daily Telegraph (tradizionalmente favorevole al partito conservatore) a fare paragoni tra le due clausole.
Le accademie e il Dipartimento per l'educazione sono stati sottoposti a un controllo più approfondito nell'agosto 2013 quando vari attivisti LGBT, in coordinamento con la British Humanist Association (BHA), identificarono in oltre quaranta scuole delle politiche che replicavano il linguaggio della sezione 28 nei loro corsi di educazione sessuale o erano "inutilmente vaghe" sulla questione. Alla luce della copertura mediatica il governo gallese annunciò un'indagine sulle relative scuole che non seguivano il DfE relativamente alla non discriminazione sulla base dell'orientamento sessuale.

## Nella cultura di massa
Boy George, già leader dei Culture Club, incise nel 1988 una canzone molto dura contro la “Clausola 28” e contro Margaret Thatcher, dal titolo "No clause 28".
Margaret Thatcher Queen of Soho (2013) è una commedia musicale che mostra come sarebbe stata la vita se Margaret Thatcher si fosse persa a Soho alla vigilia della votazione per la sezione 28. Fu prodotta nel dicembre 2013 da Jon Brittain, Aine Flanagan e Matt Tedford al Theatre503 di Londra.
Next Lesson (2015) è una commedia drammatica scritta da Chris Woodley che esplora la sezione 28 in una scuola immaginaria di South East London dal 1988 al 2006. Lo spettacolo fu presentato per la prima volta al Pleasance Theatre di Londra nel 2015.
Per celebrare il trentesimo anniversario della sezione 28 una nuova produzione fu messa in scena all'Above The Stag Theatre di Londra nell'agosto 2018. Una lettura scenica è stata eseguita anche alla camera dei lord dalla BRIT School nel giugno 2018.
Russell T. Davies ha incluso una scena nella serie TV Queer as Folk in cui una compagna di classe dello scolaro gay Nathan interrompe un insegnante che sta discutendo la sessualità di un autore dicendo che "La sezione 28 dice che non può parlarne, signore."